# Panorpa clavigera
Panorpa clavigera är en näbbsländeart som beskrevs av František Klapálek 1902. Panorpa clavigera ingår i släktet Panorpa och familjen skorpionsländor. Inga underarter finns listade i Catalogue of Life.